# Sakkváltozatok

Gliński hexasakkja, a számtalan sakkváltozat egyike, a népszerűbbek közül.

A sakkváltozatok az olyan táblajátékok gyűjtőneve, amelyek a sakkból származnak, vele rokonok vagy bizonyos sajátosságaiban vele hasonlóságokat mutatnak. Kr. u. 500 körül Indiában jelent meg az első sakkra emlékeztető játék, a csaturanga. Nyugat felé terjedve az általunk ismert sakká változott, kelet felé terjedve különböző nemzeti változatokká alakult.

## A klasszikus (nyugati) sakk variációi
A sakkváltozatok különbségei a következő tényezőkből eredhetnek:
- Más a tábla (kisebb, nagyobb, más formájú, nem négyzetrácsozott, hanem hatszögű vagy háromszögű mezőket alkalmaz, stb.).
- A szokásos sakktól eltérő sakkfigurákat alkalmaz. Pl. kentaur sakk, tábornoksakk.
- A táblának nem minden része látható
- Mások a szabályok, például az ütésben, a lépésekben, a sáncolásban, a játék céljában stb.

David Pritchard, a The Encyclopedia of Chess Variants (Sakkváltozatok enciklopédiája) szerzőjének becslése szerint több, mint kétezer sakkváltozat létezik világszerte.
A nyugati sakknak is több mint ezer változata ismert. A változatok a hagyományostól eltérhetnek a tábla méretével, új figurákkal, új szabályokkal, vagy többszörös lépés-lehetőséggel, esetleg a véletlen szerephez juttatásával.

## Nemzeti sakkváltozatok
- csaturanga – India
- xiangqi – Kína
- sógi – Japán
- janggi – Korea
- makruk – Thaiföld
- sittuyin – Mianmar (Burma)

## A klasszikus sakk legismertebb változatai
- Fischer random sakk – a kiinduló állásban a tisztek véletlenszerűen helyezkednek el
- Francia sakk – kötelező ütni, aki nem tud lépni, nyert
- Progresszív sakk – világos egy lépéssel kezd, sötét két lépéssel válaszol, világos ez után hármat léphet stb.[2]
- Hexasakk – egészen új lehetőséget ad a játéknak, ha nem négyzet alakú mezőkön játsszák. A hexasakk-tábla 30 fehér, 30 fekete és 31 szürke mezőből álló szabályos hatszög. Több hexasakk Európa-bajnokságot is rendeztek már.

Sok variánst találtak ki a sakktábla méretére: bonyolították a játékot nagyobb táblán (például az Aljechin-sakk 14×8-as táblán új figurákkal, egyik ezek közül egyesíti a bástya és huszár lépéslehetőségeit), vagy egyszerűsítették a játékot kisebb táblán (minisakk).
Léteznek olyan variánsok is, ahol a táblát különböző matematikai felületekre illesztik. Ilyen a hengerre illesztett sakk, ahol 4 üres sort szúrnak be, valamint 1-1 plusz sor gyalogot (hogy mindkét irányból védettek legyenek a tisztek), így 14×8-as a tábla. Játszható sakk tóruszon, Möbius-szalagon vagy akár Klein-féle palackon is.

## Külső hivatkozások

### Általános
- Magyar nyelvű leírások sakkvariánsokról
- The Chess Variant Pages
- The Chess Variants wiki
- British Chess Variant Society
- Variant Chess Games
- Variety of Chess in ancient world
- The Chess Family - History and Useful Information
- Variant chess database - contains games for atomic chess, suicide chess, losers chess and "wild" variants.
- Chess Variant Applets Archiválva 2008. március 15-i dátummal a Wayback Machine-ben

### Gyűjtemények
- Zillions Chess Variants Karl Scherer
- Games Gallery Fergus Duniho
- Board Game Page Peter Aronson
- Chess Variants João Pedro Neto
- Chess Variants (Zillions) Mats Winther
- Chess Variants Jean-Louis Cazaux

### Internet szerverek sakkváltozatokra
- BrainKing.com
- ItsYourTurn.com
- GoldToken.com
- Cowplay.com
- SchemingMind.com - International Correspondence Chess Server & Chess Variants.
- Game Courier
- XYMYX The Evolution of Chess
- An Online Four Player Chess Game[halott link]
- ChessBoss.com